# エジプトへの逃避 (エルスハイマー)
『エジプトへの逃避』（エジプトへのとうひ、独: Die Flucht nach Ägypten, 英: The Flight into Egypt）は、ドイツのバロック期の画家アダム・エルスハイマーが1609年頃に制作した絵画である。油彩。キャビネットのために制作された作品で、主題は『新約聖書』「マタイによる福音書」で語られている、ヘロデ大王の幼児虐殺から逃れようとする聖家族のエジプトへの逃避から取られている。ルネサンス芸術における夜空の最初の自然主義的表現であると考えられており、宗教画と風景画の要素の革新的な融合と、きめ細やかな明暗の並置により、エルスハイマーの最も有名かつ賞賛された作品の1つとなっている。彼は『エジプトへの逃避』を制作した1年後に死去しているため、おそらく画家の遺作と思われる。エルスハイマーがローマで死去したとき、本作品は画家の寝室に飾られていた。現在はミュンヘンのアルテ・ピナコテークに所蔵されている。

## 主題
「マタイによる福音書」2章13節から23節によると、東方の三博士が幼児のイエス・キリストを礼拝して帰ったのち、聖ヨセフの夢に主の使いが現れて、ベツレヘムに生まれたユダヤ人の王となる子供を恐れるヘロデ大王の幼児虐殺から逃れるため、幼児のキリストを連れてエジプトに行き、知らせがあるまでそこに留まっているよう告げた。そこで聖ヨセフは夜の間に幼児と聖母マリアを連れてエジプトに逃亡し、ヘロデ大王が死ぬまでその地に留まった。ヘロデ大王が死ぬと再び聖ヨセフの夢の中に使いが現れてイスラエルに帰るよう告げたので、聖ヨセフは帰国し、ナザレの地に移り住んだ。

## 作品
エルスハイマーの主題の扱いは、『新約聖書』の記述に忠実にしたがって聖家族を夜の環境に置いている点で独特である。暗闇は未知に対する親密さと恐怖の相反する感情を生み出す。この絵画は人類が何世紀にもわたって考えてきた夜の神秘を、聖家族が避難場所を求めるこの瞬間に伝えている。
絵画には4つの光源がある。夜空の月は正確に描かれ、穏やかな水面に反射している。聖家族が向かっている画面左側には羊飼いがおり、その近くに焚火がある。画面中央では、聖ヨセフはロバに乗っている聖母マリアと幼児のイエス・キリストを照らす松明を持っている。聖家族の背後にある樹木が生い茂る風景はほとんど黒く、その輪郭は夜空を横切る対角線を形成し、前景の人物像を完全に囲んでおり、天の川の帯によって夜空に反響している。エルスハイマーは夜空を描く際に新しく発明された望遠鏡を使用した最初の画家であると考えられている。彼は天の川を星雲ではなく、無数の星の集合（銀河系）であることを認識して、絵画に反映させている。また星座を正確に描いた最初の画家でもあり、天の川の左端のおおぐま座を含む星々の詳細な構図を見ることができる。容易に識別できるもう1つの星座は、聖家族の頭上にあるしし座であり、画面中央にしし座のアルファ星レグルスが最も明るく描かれている。これらの星空の描写については、本作品の翌年の1610年にガリレオ・ガリレイが『星界の報告』（Sidereus Nuncius）を出版して、天の川が個々の星で構成されていることを示し、月の表面を前例がないほど詳細に示したのを受けて、エルスマイヤーは『エジプトへの逃避』を描き直したことが提案されている。この説はエルスハイマーの研究者キース・アンドリュースによって反論されている。
いずれにせよ、天体の配置は比較的正確であり、ミュンヘンのドイツ博物館がコンピューターを用いて星空の描写の調査を行ったところ、制作年は1609年6月21日までさかのぼることが確認されている。
天の川の出現はエルスハイマーの科学的な話題への関心を明らかにすることに加えて、スピリチュアルな意味合いがあり、中世に始まった天国への道を象徴している。エルスハイマーの夜空は、美術史家レジナルド・ハワード・ウィレンスキーに「もはや黒い布ではなく、無限の空間の象徴である」と書かせている。

## 来歴

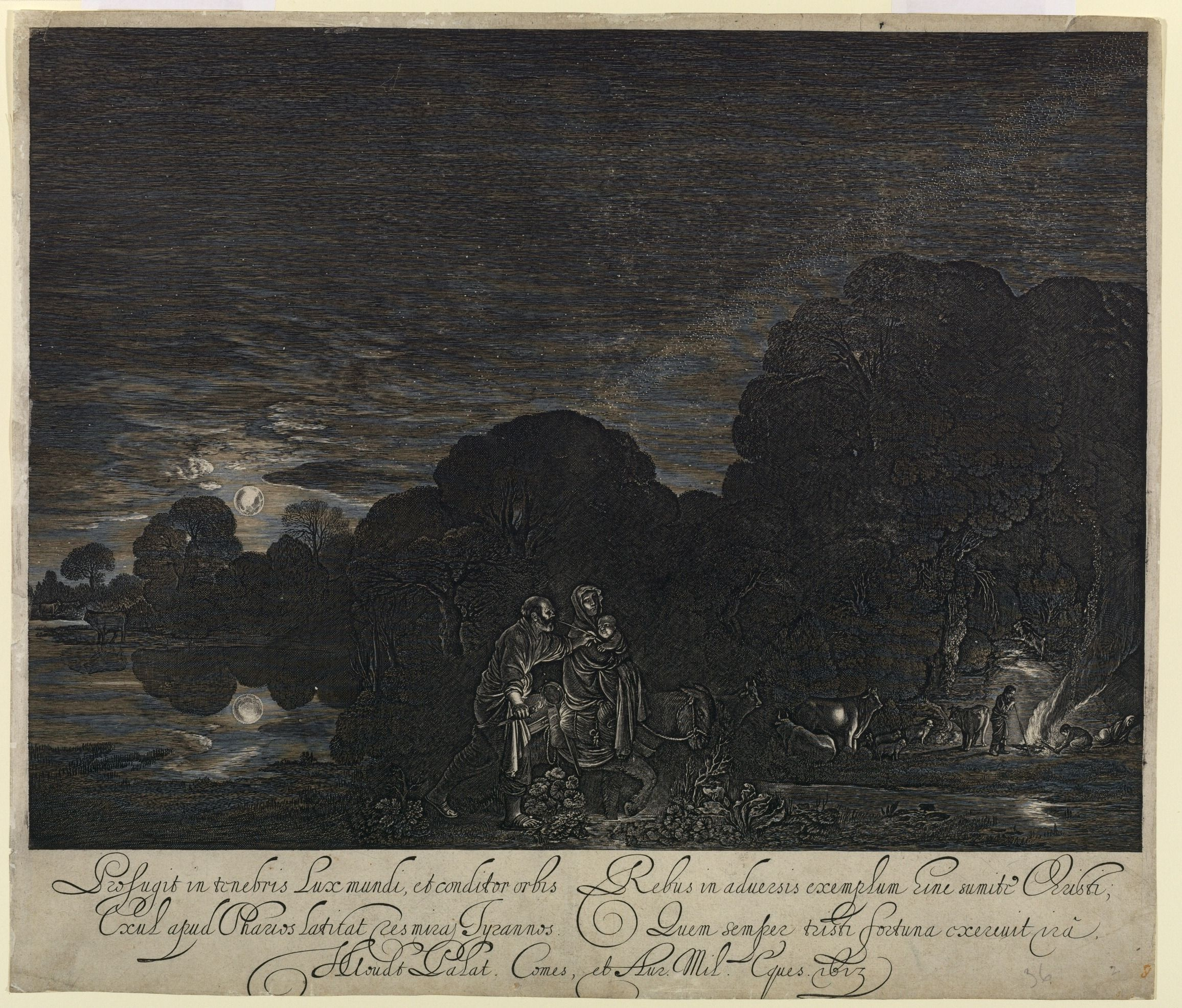
ヘンドリック・ホートによるエングレーヴィング。1613年。コートールド美術研究所所蔵。

エルスハイマーの財産目録によると、絵画は画家の寝室に置かれていた。エルスハイマーの絵画の重要性は、画家の未亡人が要求した300スクードという法外な価格について議論している医師・植物学者・美術収集家ジョヴァンニ・ファーバーに宛てた1611年1月14日付のピーテル・パウル・ルーベンスの手紙から判断できる。絵画は最終的にヘンドリック・ホートに渡され、ホートはそれをユトレヒトに持って行った。絵画はその後プファルツ選帝侯フィリップ・ヴィルヘルムのコレクションに入った。

## 影響
『エジプトへの逃避』を含むエルスハイマーの作品は、同時代の重要な画家であるクロード・ロランやルーベンスに影響を与えた。独特の照明をともなうレンブラント・ファン・レインの同主題の初期のバージョン『エジプトへの逃避』（De vlucht naar Egypte, 1627年）は、エルスハイマーに触発された可能性がある。レンブラントは友人のホートが制作した高品質の版画を通じて、エルスハイマーの作品に精通していたであろう。他の版画家、特にヤン・ファン・デ・フェルデの作品に対するホートの版画の影響はすぐに現れた。
エルスハイマーはドイツのロマン主義の画家カスパー・ダーヴィト・フリードリヒなど、後の画家にも影響を与えた。フリードリヒの1831年の作品『バルト海の夕べ』（Evening on the Baltic Sea）の焚火の明かりはエルスハイマーの『エジプトへの逃避』を思い起こさせる。

## ギャラリー

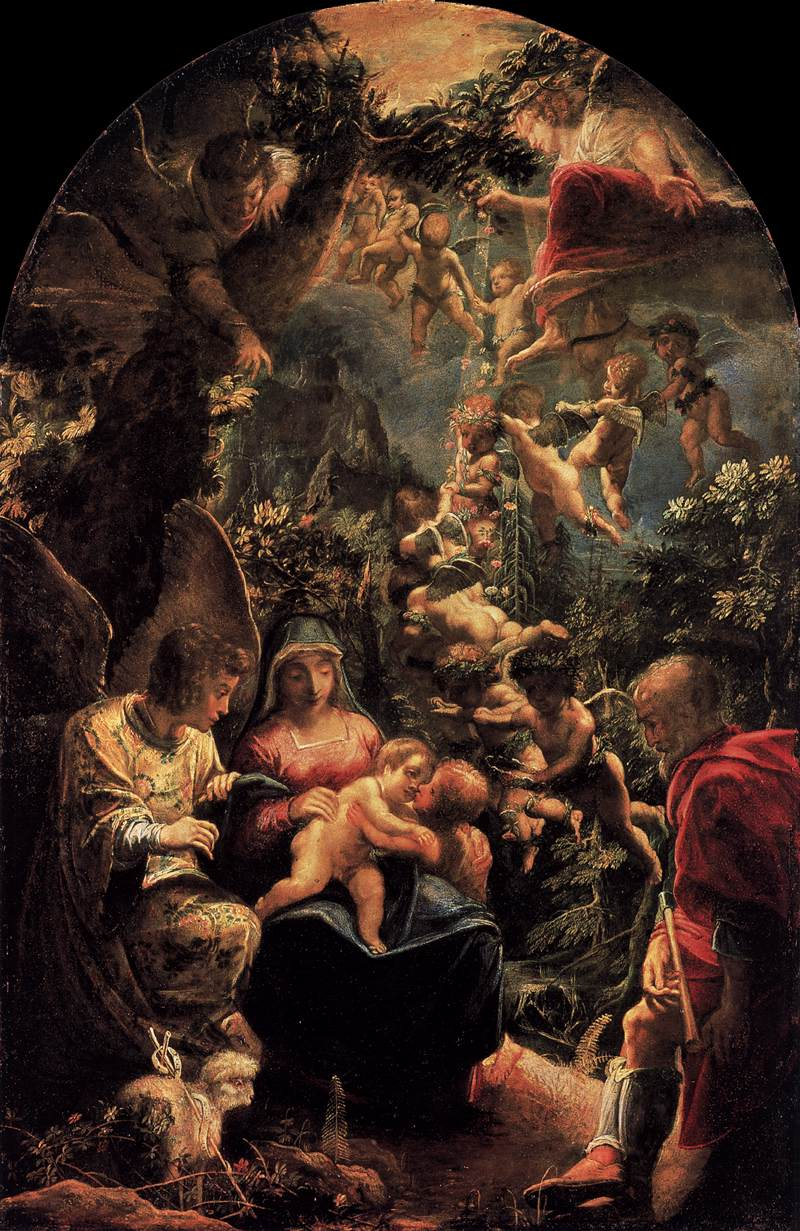
アダム・エルスハイマー『エジプトへの逃避』1599年頃 ベルリン絵画館所蔵
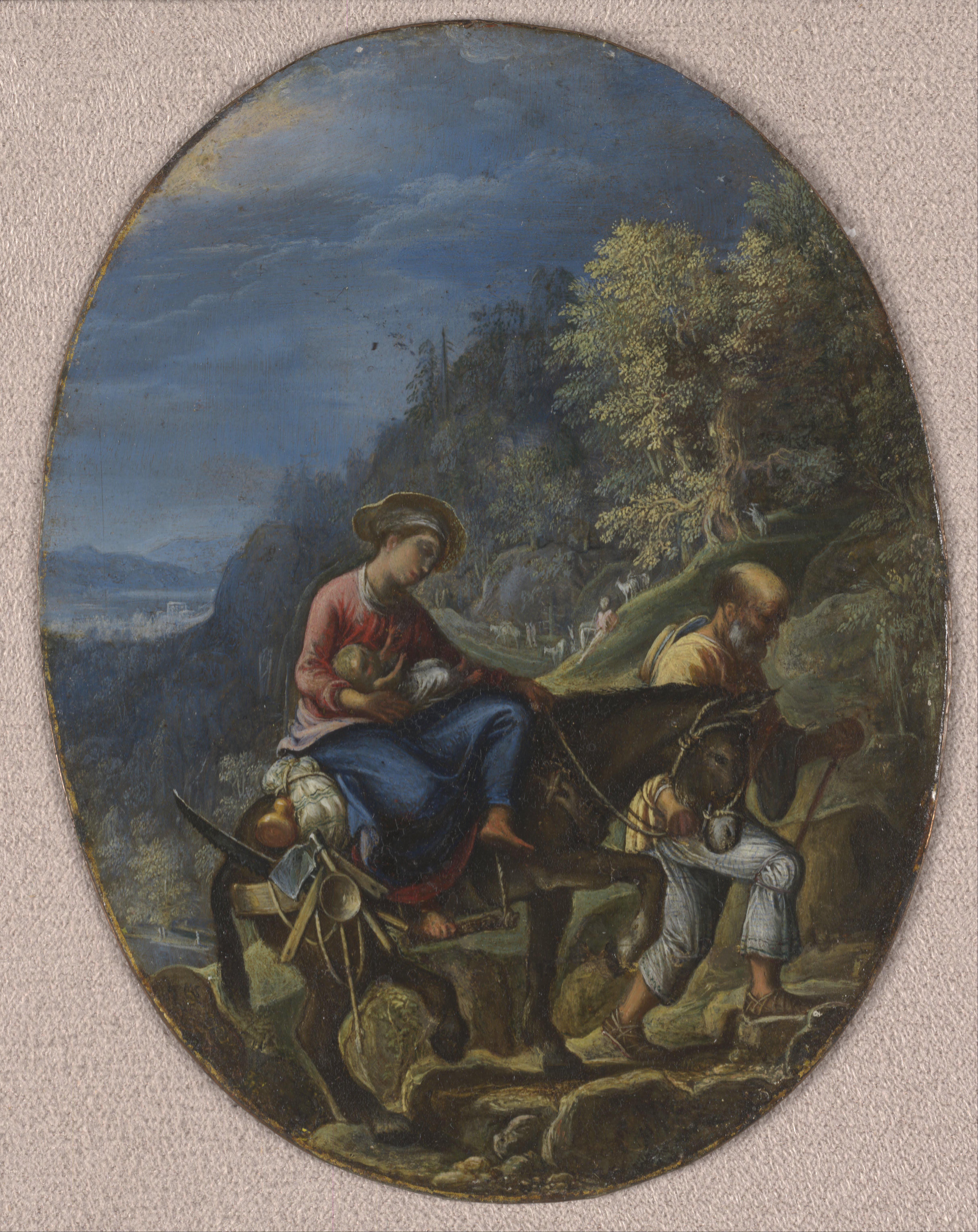
アダム・エルスハイマー『エジプトへの逃避』1605年頃 キンベル美術館所蔵
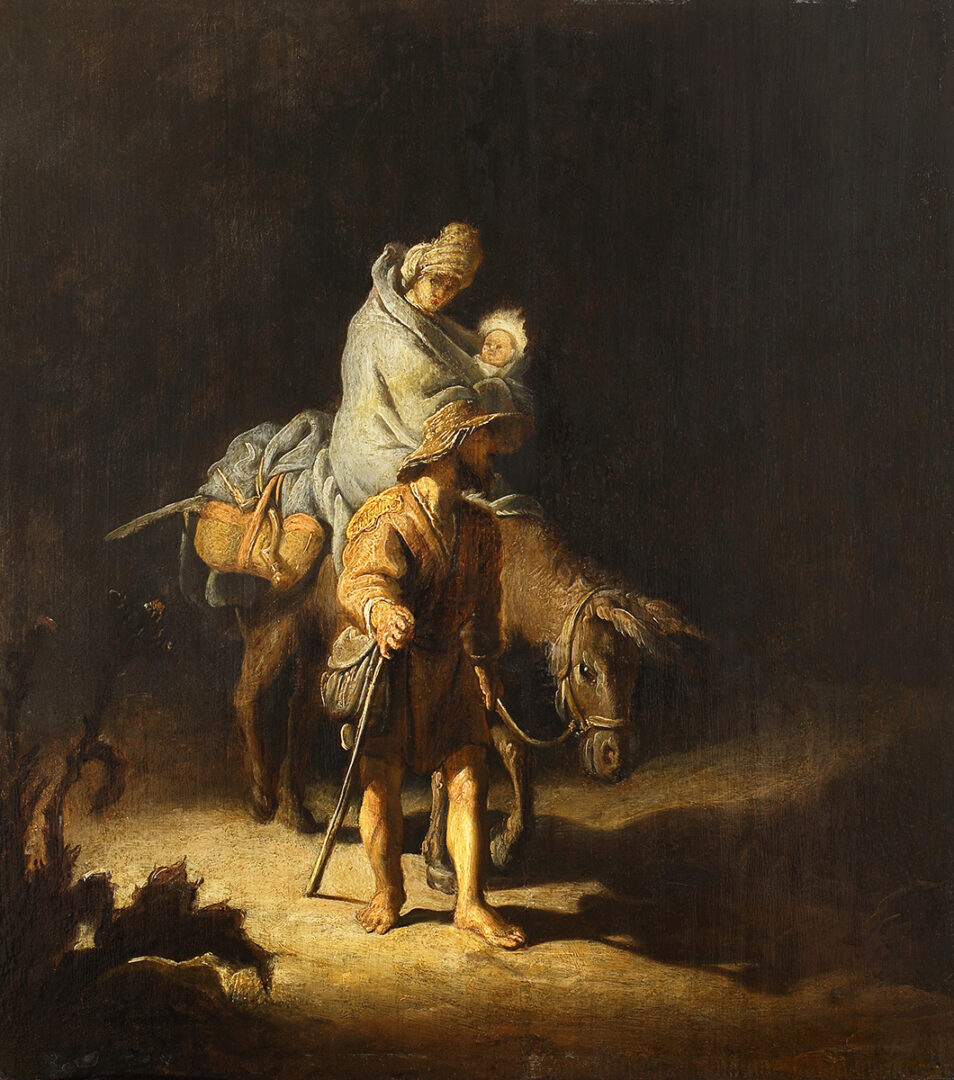
レンブラント・ファン・レイン『エジプトへの逃避』1627年 トゥール美術館
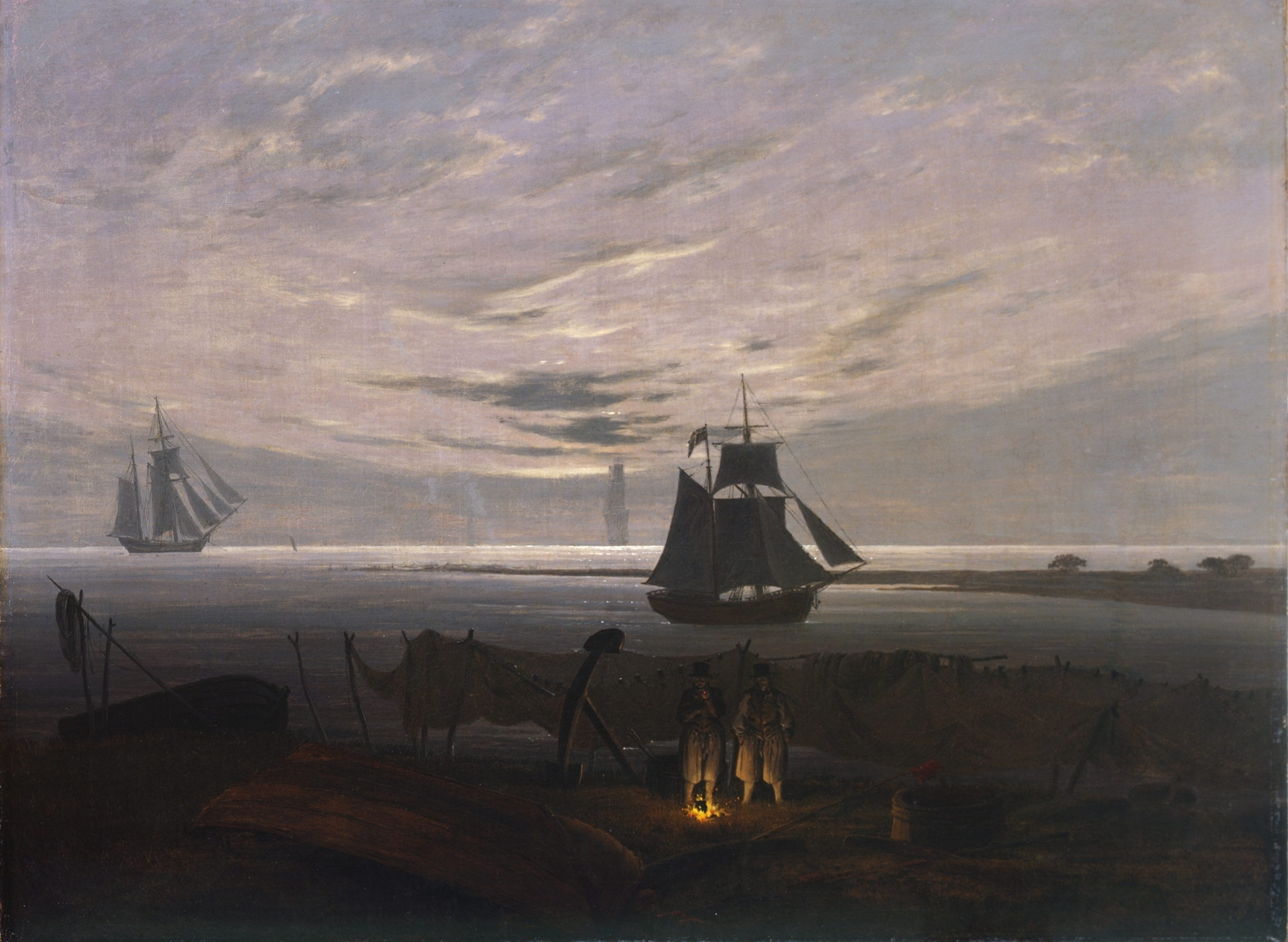
カスパー・ダーヴィト・フリードリヒ『バルト海の夕べ』1831年 ノイエ・マイスター絵画館所蔵